# Lambert Daneau

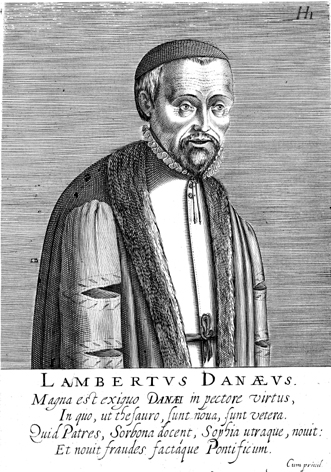

Lambert Daneau (c. 1535 – c. 1590) foi um jurista francês e um teólogo calvinista.

## Vida
Daneau nasceu em Beaugency-sur-Loire, e recebeu educação em Orleans. Estudou grego com o professor Adrien Turnèbe, e depois direito em Orleans a partir de 1553. Mudou-se para Bourges em 1559 e influenciado particularmente por François Hotman, e por Anne du Bourg, que foi executada naquele mesmo ano por heresia.
Ele foi a Genebra pela primeira vez em 1560, quando então tornou-se pastor em Gien. Após oito anos frutíferos em Genebra a partir de 1572, ganhou uma reputação como pregador e teólogo. Deixou Genebra por um cargo de professor na Universidade de Leiden. Ele também ensinou em Gante, Orthez, Lescar, e Castres.

## Visões
Ele escreveu um livro sobre bruxaria, intitulado Dialogus de veneficiis (1564). Suas visões sobre a caça às bruxas lhe trouxeram problemas em Leiden. 
Sua obra Physica christiana (1576) argumentou pela existência de uma base bíblica uma base bíblica para a física.